# Cantón de Ghisoni
El cantón de Ghisoni era una división administrativa francesa que estaba situada en el departamento de Alta Córcega y la región de Córcega.

## Composición
El cantón estaba formado por cuatro comunas:
- Ghisonaccia
- Ghisoni
- Lugo-di-Nazza
- Poggio-di-Nazza

## Supresión del cantón de Ghisoni
En aplicación del Decreto nº 2014-255 de 26 de febrero de 2014, el cantón de Ghisoni fue suprimido el 22 de marzo de 2015 y sus 4 comunas pasaron a formar parte del nuevo cantón de Fiumorbo-Castello y una del nuevo cantón de Ghisonaccia.